# Monohidrocalcita
La monohidrocalcita és un mineral de la classe dels carbonats. La va anomenar així Evgeny Ivanovich Semenov l'any 1964 per la seva relació química amb la calcita i perquè conté una (mono) molècula d'aigua (hidro).

## Característiques
La monohidrocalcita és un carbonat de fórmula química CaCO₃·H₂O. Cristal·litza en el sistema trigonal. La seva duresa a l'escala de Mohs és 2 a 3.
Segons la classificació de Nickel-Strunz, la monohidrocalcita pertany a «05.CB - Carbonats sense anions addicionals, amb H₂O, amb cations grans (carbonats alcalins i alcalinoterris)» juntament amb els següents minerals: termonatrita, natró, trona, pirssonita, ikaïta, gaylussita, calconatronita, baylissita i tuliokita.

## Formació i jaciments
Es forma en dipòsits salins en regions àrides; també en els precipitats dels depuradors d'aire d'aparells d'aire condicionat. Ha estat descrita en tots els continents excepte l'Amèrica del Sud i Oceania.